# José Barreda Terry
José de Barreda Terry (Ferrol, Galicia; 18 de octubre de 1894 - Cartagena, Murcia; 18 de octubre de 1936) fue un comandante, profesor y político español.

## Biografía
José Barreda Terry nació el 18 de octubre de 1894 en Ferrol, siendo hijo de José Barreda Miranda —quién era en ese entonces capitán de navío y comandante general de Bilbao— y Elena Terry Urizar, nacidos en El Puerto de Santa María. Barreda Terry estaba destinado a desempeñarse en el ámbito militar ya que su tío Francisco Barreda Miranda y familiares de su rama como Emilio Barreda habían sido altos oficiales en la Armada. También fue familiar del almirante general Blas de la Barreda.

## Trayectoria militar
Barreda Terry ingresó en la academia de infantería de Marina el 9 de agosto de 1911, primeramente, su familia optaba porque siguiera los pasos de sus antepasados ingresando a la Armada Real Española, pero en ese año la Escuela Naval había interrumpido su actividad por lo que, terminó optando por la rama de infantería Española. Barreda Terry ingresó ese mismo día junto a personajes como Ramón Franco Bahamonde, Pablo Martín Alonso, Emilio Alamán Ortega, entre otros.

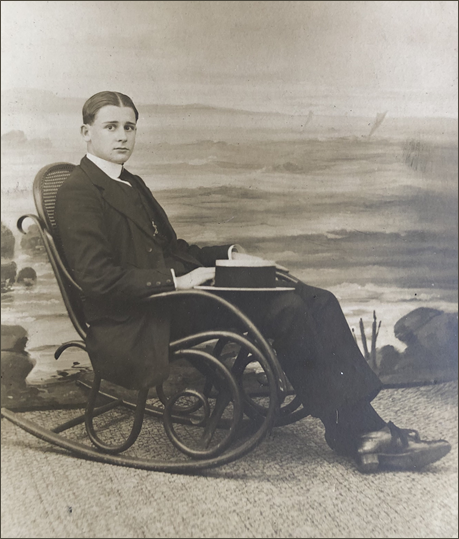
Barreda Terry en El Puerto de Santa María en 1910

Tras finalizar sus estudios, el 25 de septiembre de 1914 fue promovido al Regimiento de Infantería Almansa núm. 18, un año después fue destinado al Regimiento de Infantería Extremadura núm 15 y finalmente el día 3 de junio de 1915 se incorporó al citado Regimiento, en el campamento del Mensak, Alcazarquivir, protectorado español de Marruecos. Allí comenzó a desempeñar sus tareas en la guerra del Rif. Todo un año estuvo pasando por campamentos españoles en regiones como Sidi Aïssa o Yuma el Tolba, hasta que, el 1 de septiembre de 1916 fue ascendido a 1.er Teniente de Infantería incorporándose posteriormente al Regimiento de Infantería Wad Ras n.º 50. A lo largo de los años también pasó por el Batallón de Cazadores de Madrid núm. 2, Regimiento de Infantería de Navarra núm. 25, Regimiento de Infantería Garellano núm. 43.
El 12 de diciembre de 1922 se le concede la cruz de primera clase del Mérito Militar por su participación en la guerra de Marruecos dejando de lado su convalecencia y regresando a la zona de combate logrando asistir a las operaciones realizadas en la zona española del Protectorado en África. En 1923 se hizo cargo con carácter interino del Juzgado de Instrucción del Cuerpo de Infantería de Marina, la cual duró desde el 3 de enero hasta el 5 de diciembre de ese mismo año. El 20 de enero de 1925 fue nombrado Juez Instructor y Secretario de Causas de la Base Naval de Cartagena, por cuyo desempeño le fue concedida una nueva medalla al Mérito Naval, en estos oficios se desempeñó a lo largo de tres años y medio. El 1 de enero de 1929 se incorporó al Cuerpo en la Plaza de Jerez de la Frontera, allí desempeñó el cargo de Ayudante mayor, como así mismo el de profesor de la Academia de Suboficiales y Sargentos

## Trayectoria política
El 23 de febrero de 1932, Barreda Terry, fue nombrado como Secretario General de Acción Nacional en Cartagena. El 10 de enero de 1933 fue elegido Presidente del Centro de Acción Católica en Cartagena. El 1 de febrero de 1934, el órgano de la Confederación Española de Derechas Autónomas (CEDA) nombra como secretario a Barreda Terry en el nuevo Comité de Acción Popular de Cartagena. A finales de ese mismo año también formó parte de la Comisión de Instrucción y Sanidad del Ayuntamiento de Cartagena, pero dimitió del cargo una semana después. Más tarde se convirtió en Miembro de la comisión local de los Previsores del Porvenir en Cartagena, entidad financiera aseguradora que terminó convirtiéndose en banco. A finales de 1934 se transformó en presidente de la CEDA en Cartagena tras la integración del partido “Acción Popular”. Bajo esa misma calidad en 1935, realizó entrevistas con José María Gil-Robles y Federico Salmón Amorín para tratar diversos aspectos de la organización del partido y otros relacionados con la política local.

## Dimisión política y asesinato
En abril del 1936, Barreda Terry, decidió abandonar el cargo de presidente de Acción Popular de Cartagena, dejando la política activa y dedicándose a su oficina para administrar sus propiedades en Cuba. 
El 20 de julio de ese mismo año fue detenido por su condición de exmilitar y su anterior actividad política, acusado de  complicidad y ayuda al levantamiento militar. Finalmente, fue ejecutado en lo que se conoció popularmente como "La saca de los 49", en la que miembros de la izquierda Cartagenera sacaron del penal por la fuerza a 49 personas y posteriormente las ejecutaron, incluyendo a Barreda Terry.

## Vida privada
El 13 de febrero de 1919, participó como testigo de la boda de Carmencita Guitart de Virto con su colega de infantería don José Castrillon.
El 29 de febrero de 1924 contrajo matrimonio con María Barreda González, hija del almirante de la Armada Española, Francisco Barreda Miranda, quien era hermano de su padre José Antonio, capitán de navío y comandante general de Bilbao. Tuvieron siete hijos: Francisco, Elena, Sol, Juan Antonio, Ignacio, Alfonso y José.